# Ilan Goldfajn
Ilan Goldfajn GCRB (Haifa, 12 de março de 1966) é um economista israelense-brasileiro. Foi presidente do Banco Central do Brasil de 2016 a 2019 e diretor do Departamento do Hemisfério Ocidental no Fundo Monetário Internacional (FMI). Em 2022, foi eleito presidente do Banco Interamericano de Desenvolvimento (BID).

## Biografia

### Vida pessoal
De origem judaica, Ilan nasceu em Haifa, Israel. Aos 13 anos de idade, mudou-se com a família para o Rio de Janeiro. Estudou na Escola Americana, na Gávea, e no Colégio Israelita Brasileiro A. Liessin. Aos 18 anos, Ilan Goldfajn voltou a Israel e teve uma experiência em um kibutz, onde permaneceu por um ano. 
Casou-se em 1991 com a psicóloga Denise Salomão Goldfajn. No mesmo ano, os dois se mudaram para os Estados Unidos para cursar seus doutorados. O casal viveu por quase uma década no país, onde tiveram dois de seus três filhos, antes de retornar ao Brasil, no final dos anos 1990.

### Formação acadêmica e carreira[10]
Em 1988, graduou-se em Economia pela Universidade Federal do Rio de Janeiro (UFRJ). Em 1991, obteve mestrado em Economia pela Pontifícia Universidade Católica do Rio de Janeiro (PUC-Rio), na qual viria a lecionar entre 1999 e 2009. Em 1995, conquistou o título de doutor em Economia pelo Instituto de Tecnologia de Massachusetts (MIT). Entre as instituições em que trabalhou, estão a Brandeis University, a PUC e, a convite do seu orientador, o professor Stanley Fischer, o Fundo Monetário Internacional, entre 1996 e 1999.
Atuou na academia, em organismos internacionais e no setor financeiro, tanto em organismos públicos, como o FMI e o Banco Central Brasileiro, quanto em instituições privadas, como os bancos Itaú e Credit Suisse. É um dos fundadores e ex-presidente do think tank Centro de Debate de Políticas Públicas, e um dos idealizadores, em 2021, de um manifesto a favor da democracia. Também integrava conselhos acadêmicos, era associado do Instituto de Estudos de Política Econômica/Casa das Garças (IEPE/CdG) e foi embaixador da Fundação Amazônia Sustentável (FAS), funções das quais se encontra licenciado para exercer a presidência do Banco Interamericano de Desenvolvimento. 

### Presidência do Banco Central

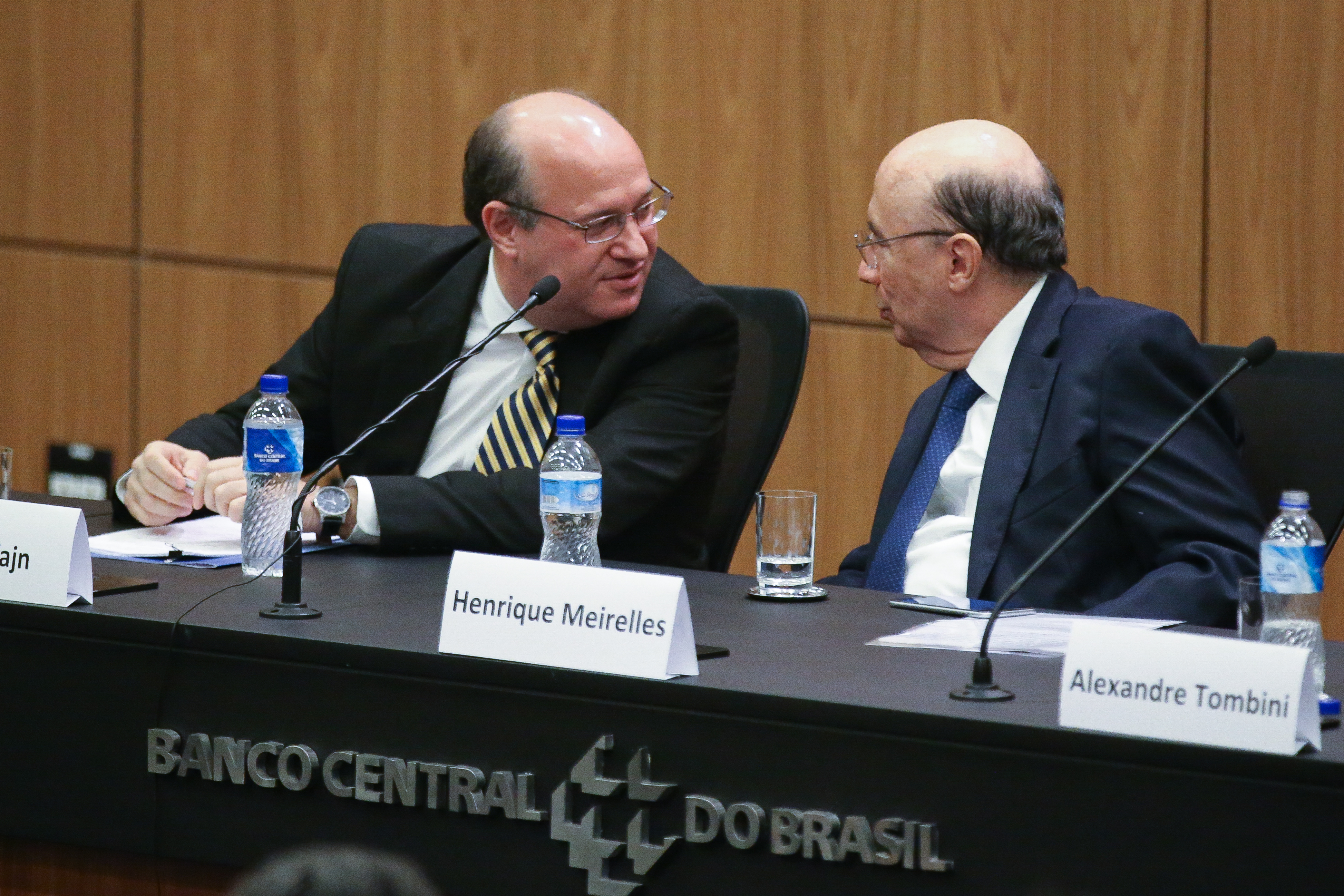
Goldfajn em sua cerimônia de posse no BC, ao lado de Henrique Meirelles, Ministro da Fazenda.

Em 17 de maio de 2016, foi indicado ao cargo de presidente do Banco Central pelo então ministro da Fazenda Henrique Meirelles. Seu nome foi submetido a aprovação no Senado Federal, contando com 53 votos favoráveis e 13 contrários. Foi empossado no cargo em 9 de junho.
Goldfajn assumiu a presidência do Banco Central no contexto da crise econômica iniciada em 2014, tendo como missão o seu combate e o controle da inflação por meio do ajuste da taxa básica de juros da economia, entre outros meios.
Segundo o IBGE, ao final de 2015, a inflação acumulada era de 10,67%, caindo para 2,95% em 2017 e mantendo-se abaixo da meta de 4,5% em 2018. No mesmo período, a meta da taxa Selic passou de 14,25% para 6,5%.
O economista promoveu a agenda de reformas estruturais “BC+” e fomentou as mudanças que abriram portas para novos players no setor de serviços financeiros. Estimulou a inovação, a digitalização e deu início ao desenvolvimento de um sistema nacional de pagamento rápido, reforçando a eficiência e a inclusão no setor financeiro do Brasil.
Em 2017, foi eleito pela revista britânica The Banker como o melhor banqueiro central do mundo. No ano seguinte, a revista Global Finance o nomeou o melhor banqueiro central.
Goldfajn deixou o cargo em fevereiro de 2019, sendo sucedido por Roberto Campos Neto.

### No Fundo Monetário Internacional
Goldfajn atuou como diretor do Departamento do Hemisfério Ocidental no Fundo Monetário Internacional (FMI) de setembro de 2021 a novembro de 2022, onde ajudou os países a implementar programas apoiados pelo FMI para enfrentar uma série de desafios. Ele também contribuiu para moldar o diálogo de políticas da região sobre mudanças climáticas, o que levou ao primeiro Mecanismo de Resiliência e Sustentabilidade do FMI.

### Presidência do Banco Interamericano de Desenvolvimento
Em 20 de novembro de 2022, Goldfajn tornou-se o primeiro brasileiro eleito para presidir o Banco Interamericano de Desenvolvimento (BID) após 63 anos. Indicado pelo então ministro da economia Paulo Guedes. A eleição para o mandato de cinco anos, com posse em 19 de dezembro de 2022, foi vencida no primeiro turno (de cinco possíveis) por 80,1% dos votos e com apoio de 17 dos 25 países membros, consolidando uma base de apoio política considerada importante.
Goldfajn derrotou os candidatos Nicolás Eyzaguirre Guzmán (Chile); Gerardo Esquivel Hernández (México), Gerard Johnson, ex-funcionário do BID nomeado por Trinidad e Tobago, e Cecilia Todesca Bocco (Argentina), que desistiu do pleito para apoiar a candidatura brasileira.   
Por ser percebido como um candidato sem alinhamento político-partidário, Goldfajn angariou apoio em diversos setores da sociedade, tanto no setor privado quanto público, inclusive de membros da coalizão do novo governo eleito,[carece de fontes?] com exceção da própria presidente do partido do então novo presidente eleito, Gleisi Hoffmann e o ex-ministro da Fazenda Guido Mantega que tentaram conseguir um adiamento do pleito. A tentativa de adiamento foi ignorada pela instituição, que manteve a data da eleição e levou Goldfajn a ser o candidato (brasileiro) vitorioso. O então vice-presidente Geraldo Alckmin, em nome de Lula, parabenizou Ilan Goldfajn e falou em disposição de estreitar laços com o BID, apesar do presidente eleito Luiz Inácio Lula da Silva não veta e nem apoia disse à CNN, Celso Amorim, ex-ministro de Relações Exteriores e integrante da transição.

## Funções exercidas[10]
- Presidente do Banco Interamericano de Desenvolvimento (BID) (dez/2022 ao momento presente)
- Diretor do Departamento do Hemisfério Ocidental no Fundo Monetário Internacional (FMI) (set/2021 a nov/2022)
- Presidente do Banco Central do Brasil (mai/2016 a fev/2019)
- Presidente do Credit Suisse Brasil (set/2019 a dez/2021)
- Diretor, Centro Debate Políticas Públicas (jul/2013 - dez/2021)
- Sócio do Instituto de Ensino e Pesquisa em Economia da Casa das Garças (IEPE/CdG, Think Tank Brasil), (2006 a 2021)
- Economista Chefe e Sócio, Itaú Unibanco (abr/2009 - mai/2016);[24]
- Economista, Ciano Assessoria Econômica (set/2008 - abr/2009);
- Sócio, Ciano Investimentos (jan/2007 - ago/2008);
- Diretor, Instituto de Estudos de Política Econômica da Casa das Garças - IEPE-CdG (jan/2006 - abril/2009).
- Sócio e Economista, Gávea Investimentos (nov/2003 - jun/2006);
- Diretor de Política Econômica, Banco Central do Brasil (set/2000 - jul/2003);
- Consultor de organizações internacionais (Banco Mundial, Fundo Monetário Internacional e Nações Unidas), bancos internacionais, Governo Brasileiro e bancos (fev/99 - set/2000);
- Professor Assistente, Departamento de Economia, Pontifícia Universidade Católica do Rio de Janeiro (fev/1999 - abr/2009);
- Economista, Fundo Monetário Internacional (out/1996 - jan/1999);
- Professor Assistente, Brandeis University (set/1995 - ago/1996).

## Publicações mais recentes[10]
- A Arte da Política Econômica: Depoimentos à Casa das Garças, História Real/Intrínseca, 2023.
- Latin America: The Post-Pandemic Decade, Conversations With 14 Latin American Economists, editado com Eduardo Levy Yeyati, CEPR Press, Dezembro 2021.
- “Washington Consensus in Latin America: From Raw Model to Straw Man”, Journal of Economic Perspectives. Junto com Rodrigo O. Valdes and Lorenza Martínez. Vol 35, No 3, pp. 109-32, Summer 2021.
- A Economia com Rigor (Homenagem a Affonso Pastore), editado com Fernando Dantas, Portfolio Penguin e CDPP, Editora Schwarcz, 2020.
- “Comitê de Política Cambial para as Reservas do Banco Central”, em A Crise Fiscal e Monetária Brasileira, pp. 257-263, Civilização Brasileira ed, por Edmar Bacha, 2016.
- Latin America During the Crisis: The Role of Fundamentais, Journal Monetaria do Centro de Estudios Monetarios Latinoamericanos com João Pedro Bumachar Resende, Volume XXXV, Jan Jun, pgs 167-198, 2013.
- Comentário sobre o artigo "Sudden Stops anel IMF-Supported Programs", de Barry Eichengreen, Poonam Gupta e Ashoka Mody, em Financial Markets Volatility and Performance in Emerging Markets editado por Sebastian Edwards e Márcio G. P. Garcia, Chicago University Press, 2007.
- "Capital Flows and Controls in Brazil: What Have We Leamed?", Goldfajn, Ilan and Minella, A., in Capital Controls and Capital Flows in Emerging Economies, editado por Sebastian Edward, Chicago University Press, 2007.
- "O que fazer com as FTs? Estimando o custo de sua redução", Goldfajn, Ilan; Carvalho, Bernardo; Parnes, Beny, in Mercado de Capitais e Dívida Pública, Tributação, Indexação e Alongamento, Bacha, Edmar and Chrysostomo, Luiz, orgs., Contracapa ed., 2006.
- "Inflation Targeting, Debt and the Brazilian Experience, 1999 to 2003", Giavazzi, Francesco; Goldfajn, Ilan and Herrera, Santiago (eds.), The MIT Press, 2005.
- "Overview: Lessons from Brazil" em Giavazzi, Francesco; Goldfajn, Ilan and Herrera, Santiago (eds.) Inflation Targeting, Debt and the Brazilian Experience, 1999 - 2003.The MIT Press, 2005.
- "Policy Responses to External Schocks: The Experience of Australia, Brazil and Chile". Economía Chilena, vol. 8 nº 2, Agosto 2005. Banco Central do Chile. Em conjunto com Céspedes, Luis Felipe; Lowe, Phil e Valdés, Rodrigo.
- "Inflation Targeting in Brazil: Constructing Credibility under Exchange Rate Volatility", Joumal of lntemational Money and Finance, 2004 (também em Texto para Discussão n. 77 do Banco Central do Brasil). Em conjunto com Minella, André; Freitas, Paulo e Muinhos, Marcelo Kfoury.
- "Fiscal Rules and Debt Sustainability in Brazil", Rules- Based Fiscal Policy in Emerging Markets, editado por Kopvitz, George, FMI, 2004 (também em Nota Técnica n. 39 do Banco Central do Brasil). Em conjunto com Guardia, Eduardo.
- "Há Razões para Duvidar de Que a Dívida Pública é Sustentável?", BIS, v. Especial, 2003, (também em Nota Técnica n. 25 do Banco Central do Brasil)
- Outras publicações.